# Drost Peders Høj
Drost Peders Høj (også kaldt Harrestrup) er et voldsted nordvest for Mønsted, i Daugbjerg Sogn i Viborg Kommune. Efter sagn var det drost Peder Hoseøls borg. Det er en naturlig, lille rund banke, bevokset med egeskov, hvis sider er gjort stejlere, og med flad top; der er intet spor af murværk. Mod vest og nord har den været beskyttet af Jordbro Å og dens tilløb. 

## Naturgenopretning
Ved foden af voldstedet er der gennemført et naturgenopretningsprojekt hvor et botanisk interessant område med rigkær (kalkrige moser) og enge er blevet genetableret. Mosens kalk er den samme, som i mange århundreder blev udvundet hos mosens nabo, Mønsted Kalkgruber. Projektområdet på ca. 12 hektar har store bestande af en lang række sjældne planter blandt andet flere arter af orkidéer, kødædende planter og sjældne mosser. Projektet, der genskaber den naturlige hydrologi i rigkærene samt i engene omkring, omfatter også en 1,5 kilometer lang sti fra Mønsted Kalkgruber til Smollrup Kirke, er gennemført i et samarbejde mellem lodsejerne, Sweco Danmark, Den Danske Naturfond Viborg Kommune og Danmarks Naturfredningsforening. Området ligger ved kanten af Natura 2000-område nr. 39 Mønsted og Daugbjerg Kalkgruber og Mønsted Ådal.